# Андрія Попович
Андрія Попович (чорн. Andrija Popović; нар. 22 вересня 1959, Котор) — чорногорський політик і колишній югославський спортсмен (водне поло). Він отримав олімпійське золото у 1984 з національною командою Югославії. Лідер Ліберальної партії Чорногорії з 2009.